# Sonny's Time
| Recensione | Giudizio |
| ---------- | -------- |
| AllMusic   |          |

Sonny's Time è una Compilation del sassofonista jazz statunitense Sonny Rollins, pubblicato dalla Jazzland Records nel luglio del 1962.

## Tracce
LP (1962, Jazzland Records, JLP 72/JLP 972)
Lato A
1. Funky Hotel Blues (Tratto dall'album: The Sound of Sonny (1957)) – 5:52 (musica: Sonny Rollins) – Registrato il 19 giugno 1957 al Reeves Sound Studios di New York
2. The Last Time I Saw Paris (Tratto dall'album: The Sound of Sonny (1957)) – 2:51 (testo: Oscar Hammerstein II – musica: Jerome Kern) – Registrato il 19 giugno 1957 al Reeves Sound Studios di New York
3. What Is There to Say? (Tratto dall'album: The Sound of Sonny (1957)) – 4:46 (testo: Yip Harburg – musica: Vernon Duke) – Registrato il 19 giugno 1957 al Reeves Sound Studios di New York
4. Cutie (Tratto dall'album: The Sound of Sonny (1957)) – 5:44 (musica: Sonny Rollins) – Registrato l'11 e 12 giugno 1957 al Reeves Sound Studios di New York

Lato B
1. Mangoes (Tratto dall'album: The Sound of Sonny (1957)) – 5:24 (testo: Sid Wayne – musica: Dee Libbey) – Registrato l'11 e 12 giugno 1957 al Reeves Sound Studios di New York
2. My Old Flame (Tratto dall'album: Jazz Contrasts (1957)) – 5:17 (testo: Sam Coslow – musica: Arthur Johnston) – Registrato il 21 e 27 maggio 1957 al Reeves Sound Studios di New York
3. La Villa (Tratto dall'album: Jazz Contrasts (1957)) – 6:53 (musica: Kenny Dorham) – Registrato il 21 e 27 maggio 1957 al Reeves Sound Studios di New York

## Musicisti
- Sonny Rollins – sassofono tenore
- Sonny Clark – pianoforte (A1, A3, A4 e B1)
- Paul Chambers – contrabbasso (A1, A2 e A3)
- Percy Heath – contrabbasso (A4 e B1)
- Roy Haynes – batteria (A1, A2, A3, A4 e B1)
- Kenny Dorham – tromba (B2 e B3)
- Hank Jones – pianoforte (B2 e B3)
- Oscar Pettiford – contrabbasso (B2 e B3)
- Max Roach – batteria (B2 e B3)
- Betty Glamman – arpa (B2)

### Produzione
- Orrin Keepnews – produzione
- Registrazioni effettuate al Reeves Sound Studios di New York City, New York il 21 e 27 maggio, 11, 12 e 19 giugno 1957
- Jack Higgins – ingegnere delle registrazioni
- Ken Deardoff – rimasterizzazione, 1962
- Joe Goldberg – note retrocopertina album originale [3]